# Medasina firmilinea
Medasina firmilinea är en fjärilsart som beskrevs av Louis Beethoven Prout 1926. Medasina firmilinea ingår i släktet Medasina och familjen mätare. Inga underarter finns listade i Catalogue of Life.